# 元首的面孔
《元首的面孔》（英語：Der Fuehrer's Face），原片名為《身在納粹的惡夢》（英語：A Nightmare in Nutziland）或《唐老鴨在納粹》（英語：Donald Duck in Nutziland），是一部1943年的美國反納粹政治宣传動畫短片，本片由華特迪士尼動畫工作室於1942年製作，並於1943年1月1日由雷电华电影發行。故事講述唐老鸭在噩夢環境般的納粹德國工廠下工作，製作本片的目的為販賣戰爭債券，亦是其中一項二戰時期美國的政治宣傳的實例。電影由傑克·金尼執導，並由喬·葛蘭和迪克·修默編劇。在電影發行前，史派克·瓊斯發布了奧利弗·華萊士創作的主題曲的一個版本。
《元首的面孔》在第15届奥斯卡金像奖獲頒奥斯卡最佳动画短片奖，也是唯一一部獲獎的唐老鴨電影，儘管也有八部電影被提名。1994年，動畫界的人士將本片評選為最優秀的50部動畫片中的第22名。但因為短片的政治宣傳性質以及將唐老鴨描繪成納粹黨員，迪士尼在短片首次發行後不讓其被廣泛流傳。本片首個影碟發行版本收錄於2004年的華特迪士尼珍寶：第三波DVD套裝。

## 劇情
一支由轴心国領袖約瑟夫·戈培爾（長號）、海因里希·希姆莱（小鼓）、东条英机（蘇沙號）、赫尔曼·戈林（短笛）和贝尼托·墨索里尼（大鼓）組成的德國Oom-pah樂隊 – 在上午四點吵鬧地經過一座小鎮，踢著正步，並歌頌著纳粹主义的美好，小鎮中的樹木、風車、欄杆，乃至白雲形狀皆形似卍字。身處這個噩夢世界的唐老鴨被納粹德國強迫在惡劣的條件下製造砲彈。家中的鬧鐘上的數字由卍字代替，鈴鐺為釘盔，在響鈴前分針行著納粹禮並低聲說「希特勒萬歲！」（Heil Hitler!），鬧鐘響後被唐老鴨槌了一拳。咕咕鐘則跳出一隻有著行納粹禮的阿道夫·希特勒外型的鳥，喊著萬歲（Heil!），鐘響時被唐老鴨扔了一隻鞋子。屋外的公雞行納粹禮時高喊「希特勒萬歲！」（Heil Hitler!），爾唐老鴨喊了聲「閉嘴」（shut up!），並拉上窗簾。樂隊經過唐老鴨的房屋後，用刺刀將窗簾割破並把他刺下床，要求其做好工作準備。唐老鴨分別對元首（希特勒）、天皇（裕仁）和領袖（墨索里尼）的肖像行禮後便去準備早餐。
由於德國施行配給制，唐老鴨只能以又舊又硬的木頭麵包當作早餐，並搭配私藏的咖啡包和培根與蛋風味的口腔噴霧。突然樂隊將一本《我的奋斗》推到他的面前，要求其閱讀，接著五人便進入他的家，要將他帶去工廠，唐老鴨被迫抬著大鼓，且時不時會被戈林踢到。

唐老鴨「當著元首的面孔」行納粹禮

被數把刺刀頂至工廠後，唐老鴨開始48小時的日常值班，為生產線上接二連三運來的炮彈裝上蓋子。炮彈的行列中混有元首的肖像畫，每當肖像出現時，唐老鴨就必須向其致敬，同時也不忘轉緊蓋子，但他感到厭煩。每批炮彈尺寸不盡相同，從子彈至如唐老鴨一般巨大（甚至更大）的炮彈。生產線的步調加快時（如同查理·卓别林的喜劇電影《摩登時代》一樣），唐老鴨發現完成所有作業變得越來越難。同時還被如雅利安人種與為元首工作的榮耀等優越主義宣傳轟炸。當唐老鴨對自己的處境感到沮喪時，監視他的納粹警衛無意中聽到了他的抱怨，便對他拔出刺刀，讓他害怕地收回抱怨。
納粹讓唐老鴨過一段短暫的「有薪假期」，他在「休假」期間於繪有阿尔卑斯山的佈幕前被指示用肢體擺出卍字標誌。假期結束後，唐老鴨被分派進行「超時工作」。他在極度壓迫的環境下精神崩潰，之後陷入幻覺，幻覺中出現一些蛇形與鳥形的炮彈，有一些貌似片頭出現的軍團的炮彈正唱著歌（部份情景動畫源自《小飞象》的片段粉紅象遊行）。
幻覺消去後，唐老鴨發現自己躺在床上，身穿印著星條旗的睡衣，這才意識到一切原來只是噩夢。但他看見有個高舉右手的人影，以為那是納粹禮，因此他趕緊起身回敬，之後才發現那是自由女神像的影子。唐老鴨想起自己住在美国後，便抱著雕像說：「我很高興成為美利堅合眾國的公民！」（"Am I glad to be a citizen of the United States of America!"）
短片的片尾浮現一張希特勒憤怒的表情，接著一顆番茄朝他飛去，出現「全劇終」的字樣。

## 配音
- 克拉倫斯·納希（英语：Clarence Nash） 聲演 唐老鸭
- 克里夫·愛德華斯（英语：Cliff Edwards） 聲演 納粹主唱
- 查爾斯·朱德爾斯（英语：Charles Judels） 聲演 幕後的納粹黨員[9]

## 音樂
電影發行前，以模仿當代流行歌曲而聞名的知名樂團「史派克·瓊斯與他的都市佬」（Spike Jones and His City Slickers）於1942年9月在RCA唱片的藍鳥唱片#11586上發行奧利弗·華萊士創作的主題曲元首的面孔（也有非官方的稱呼「納粹之歌」）。與漫畫版不同的是，部分史派克·瓊斯的版本包含一種稱作的樂器音效，這種橡膠吹笛的聲音（也稱為布朗克斯歡呼聲）接在每句「萬歲！」（Heil!）之後，表現對希特勒的蔑視（動畫則以低音號的聲音凸顯）。所謂「布朗克斯歡呼聲」是當時眾所周知表達厭惡的方式，但不具淫穢或冒犯的意味。樂譜封面的圖像為唐老鴨將番茄扔向希特勒的臉。在瓊斯的版本中，副歌「是的，我們是超人—」（Ja, we is the supermen—）由獨奏者的「超人-超人，超人啊！」（Super-duper super men!）回應，其女性氣質的回應代表黨內正盛行性別通用的觀念；迪士尼的版本中，這些台詞由赫爾曼·戈林以平淡但帶女性氣質的表現回答。本唱片在美國排行榜上的排行為第三名。

### 其他版本
- 強尼·邦德（英语：Johnny Bond）於1942年7月在OKeh唱片公司錄製此歌[14]。
- 湯米·川德（英语：Tommy Trinder）在英國發行本片不久後錄製此歌[15]。
- 哈利·特托多福（英语：Harry Turtledove）在小說系列《殖民（英语：Colonization (series)）》的其中一部改編此曲，呼應二戰期間外星人入侵地球的虛構歷史。

## 政治主題
雖然本片描繪納粹德國內部的事件，但它的上映時間正值美國全面戰爭的狀態。咖啡、肉類與食用油實施配給制、平民大量從事軍工業生產，支持戰爭的宣傳（如電影本身）也無處不在。本片的批評是為了強調納粹政府統治下的暴力與恐怖，而非所有交戰國面臨的沉悶與磨難。

## 影碟發行
本片被收錄在華特迪士尼珍寶：第三波的DVD套裝，於2004年5月18日發行。

## 延伸閱讀
- Young, Jordan R. (2005). Spike Jones Off the Record: The Man Who Murdered Music (3rd edition) Albany: BearManor Media ISBN 1-59393-012-7.

## 外部連結
- YouTube上的Listen to "Der Fuehrer's Face" by Spike Jones

- 互联网电影数据库（IMDb）上《元首的面孔》的资料（英文）
- Der Fuehrer's Face on the Encyclopedia of Disney Animated Shorts 的存檔，存档日期2016-06-10.